# Julius Pokorny
Julius Pokorny (Praag, 12 juni 1887 - Zürich, 8 april 1970) was een Oostenrijks taalkundige en vorser, gespecialiseerd in de Keltische talen, in het bijzonder het Iers en een aanhanger van het Iers nationalisme. Hij bekleedde academische ambten aan Oostenrijkse en Duitse universiteiten.

## Vroege leven en opleiding
Pokorny werd geboren in het toenmalig Oostenrijks-Hongaarse Praag en liep school aan de Praagse Piaristenschool en de abdijschool van Kremsmünster. Van 1905 tot 1911 studeerde hij aan de Universiteit van Wenen, waar hij afstudeerde in de rechten en de filologie en lesgaf van 1913 tot 1920.

## Loopbaan
Roger Casement correspondeerde vanuit Berlijn met Pokorny in Oostenrijk in maart 1916. Hij deed ook dienst als reserve in het Oostenrijkse leger tijdens de Eerste Wereldoorlog.
In 1920 nam hij Kuno Meyers leerstoel Keltische filologie over aan de Humboldtuniversiteit in Berlijn. Hoewel hij na zijn geboorte katholiek gedoopt was en sympathieën koesterde voor het Duitse nationalisme werd hij in 1933 geschorst onder het nazi-Duitse Berufsbeamtengesetz omwille van zijn Joodse afkomst. Later dat jaar werd hij echter in zijn ambt hersteld onder de ontheffing voor soldaten die voor Duitsland of zijn bondgenoten hadden gevochten tijdens de Eerste Wereldoorlog. Dit was een voorwaarde die Paul von Hindenburg had gesteld vóór hij die wet ondertekende. In 1935 werd hij alsnog ontslagen onder de bepalingen van de rassenwetten van Neurenberg. Hierna leed hij een min of meer vrij leven in Berlijn tot minstens 1939, maar leefde een schimmig bestaan vanaf ongeveer 1940. Hij ontsnapte naar Zwitserland in 1943 en gaf daar enkele jaren les aan de Universiteit van Bern en de Universiteit Zürich tot aan zijn pensioen in 1959.
In 1954 ontving hij een ere-professoraat aan de Ludwig Maximilians-Universiteit in München, waar hij deeltijds les gaf in 1956 en van 1960 tot 1965. Hij ontving ook eredoctoraten van de University of Wales at Swansea in 1965 en de Universiteit van Edinburgh in 1967.

### Overlijden
Pokorny overleed in 1970 in Zürich, bijna drie weken na een tramongeval in de buurt van zijn huis.

## Onderzoek
Hij was redacteur van het belangrijke filologische tijdschrift Zeitschrift für celtische Philologie van 1921 tot hij in 1939 buitengegooid werd door de nazi's. Hij was ook de drijvende kracht achter de revival van het tijdschrift in 1954. Hij voerde de redactie ervan tot zijn dood in 1970. Pokorny is de auteur van het zelfs vandaag nog vaak gebruikte Indogermanisches etymologisches Wörterbuch (1959). Tevens publiceerde hij verscheidene verzamelingen Ierse werken in Duitse vertaling en een door en door pro-nationalistische geschiedenis van Ierland in 1916, die in 1933 in het Engels verscheen.
Hij was een toegewijd aanhanger van de pan-Illyrische theorieën en lokaliseerde de urheimat van de Illyriërs tussen de Wezer en de Wijsel en ten oosten daarvan, waarvan de Illyrische migratie begon rond 2400 v.Chr. Pokorny opperde dat Illyrische elementen terug te vinden waren in een groot deel van het Europese vasteland en ook in Brittannië en Ierland. Zijn Illyromanie ontstond deels uit een archeologische Germanomanie en werd ondersteund door plaatsnaamdeskundigen uit die tijd, zoals Max Vasmer en Hans Krahe. 